# Leo Woodall
Leo Vincent Woodall (Londra, 14 settembre 1996) è un attore britannico.

## Biografia
Leo Woodall è nato nel quartiere londinese di Shepherd's Bush in una famiglia di attori.
Dopo aver studiato recitazione all'Arts Educational School, laureandosi nel 2019, ha esordito sul piccolo schermo nella serie televisiva Holby City, mentre due anni più tardi ha fatto la sua prima apparizione cinematografica nel film Cherry - Innocenza perduta.
Nel 2022 arriva all'attenzione del grande pubblico grazie al ruolo di Jack nella seconda stagione di The White Lotus, che gli vale il Screen Actors Guild Award per il miglior cast in una serie drammatica. Nel 2024 interpreta il protagonista Dexter "Dex" Mayhew nella serie televisiva di Netflix One Day.

## Filmografia

### Cinema
- Cherry - Innocenza perduta (Cherry), regia di Anthony e Joe Russo (2021)
- Bridget Jones - Un amore di ragazzo (Bridget Jones: Mad About the Boy), regia di Michael Morris (2025)

### Televisione
- Holby City – serie TV, episodio 21x31 (2019)
- Vampire Academy – serie TV, episodi 1x06-1x07 (2021)
- The White Lotus – serie TV, 7 episodi (2022)
- Citadel – serie TV, episodi 1x03-1x06 (2023)
- One Day – serie TV, 14 episodi (2024)
- Prime Target, regia di Brady Hood – miniserie TV (2025)

## Doppiatori italiani
Nelle versioni in italiano delle opere in cui ha recitato, Leo Woodall è stato doppiato:
- Mirko Cannella in The White Lotus, One Day, Prime Target
- Stefano Sperduti in Citadel
- Federico Campaiola in Bridget Jones - Un amore di ragazzo